# Astyanax scabripinnis
Astyanax scabripinnis és una espècie de peix de la família dels caràcids i de l'ordre dels caraciformes.

## Morfologia
- Els mascles poden assolir 7,8 cm de llargària total.[5][6]

## Hàbitat
Viu a àrees de clima subtropical entre 22 °C-26 °C de temperatura.

## Distribució geogràfica
Es troba a Sud-amèrica: Brasil i l'Argentina.